# Jacobsonschule

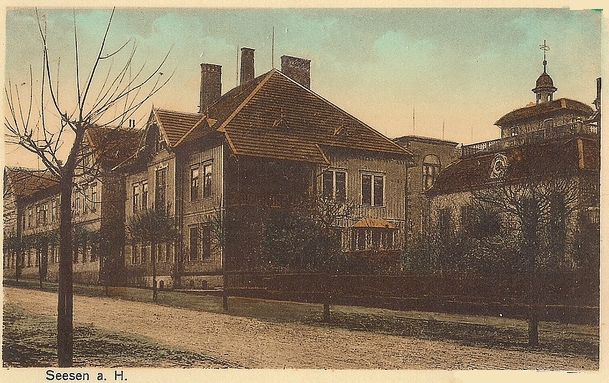
Die Jacobsonschule um 1900

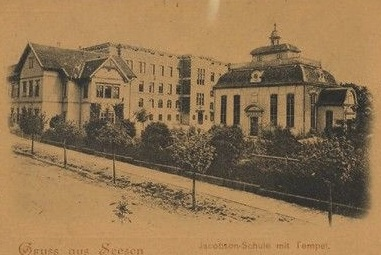
Die Schule mit Synagoge um 1900

Die Jacobsonschule wurde 1801 von dem jüdischen Reformpädagogen und Unternehmer Israel Jacobson als „Religions- und Industrieschule“ in Seesen eingerichtet. Sie war eine interreligiöse Schule für jüdische und christliche Kinder, aus der später das Jacobson-Gymnasium Seesen hervorgegangen ist.
Bereits 1805 wurde die Schule amtlich als erste überkonfessionelle Simultanschule in Deutschland anerkannt.
Der Plan für die Gründung der Schule wurde zunächst geheim gehalten, und die Eröffnung wurde von örtlichen Protesten begleitet. Einflussreiche Unterstützung erhielt Jacobson von dem Seesener Gerichtsschultheißen Carl Friedrich Wilhelm Zincken.